# Velasquita Ramírez
Velasquita Ramírez (výslovnost: [βelaskita ramireθ]; † asi 1035) byla leónská královna jako manželka krále Bermuda II. Leónského a matka infantky Cristiny Bermúdez, manželky Ordoña Ramíreze.

## Biografie
Rodinný původ Velasquity je nejistý. Nápis na kameni v kostele v Devě ji jednoduše nazývá filia Ranimiri („dcera Ramira“). Manuel Risco, španělský historik z 18. století, věřil, že byla dcerou krále Ramira II. Leónského, ale Velasquita se ve středověkých listinách nikdy neobjevuje jako filia Ranimiri regis, což v té době bývalo zvykem. Moderní historici tuto příbuznost odmítají a domnívají se, že se mohla narodit Ramiru Menéndezovi, synovi hraběte Hermenegilda Gonzáleze a Muniadony Díaz, a jeho manželce Adosindě Gutiérrez, dceři hraběte Gutiera Menéndeze. To by bylo v souladu s dokumentem z 5. ledna 999, ve kterém Bermudo uvádí Gonzala Betóteze, otce hraběte Hermenegilda, jako svého (pra)děda.
Za Bermuda II. se provdala mezi rokem 980 a 11. říjnem 981, když se oba poprvé objevili spolu, rok před počátkem Bermudovy vlády, v daru galicijského hraběte Menenda Menéndeze klášteru San Xulián de Samos, ve kterém je Bermudo potvrzen jako Veremudus, prolix Ordonius rex a Velasquita jako uxor ipsius.

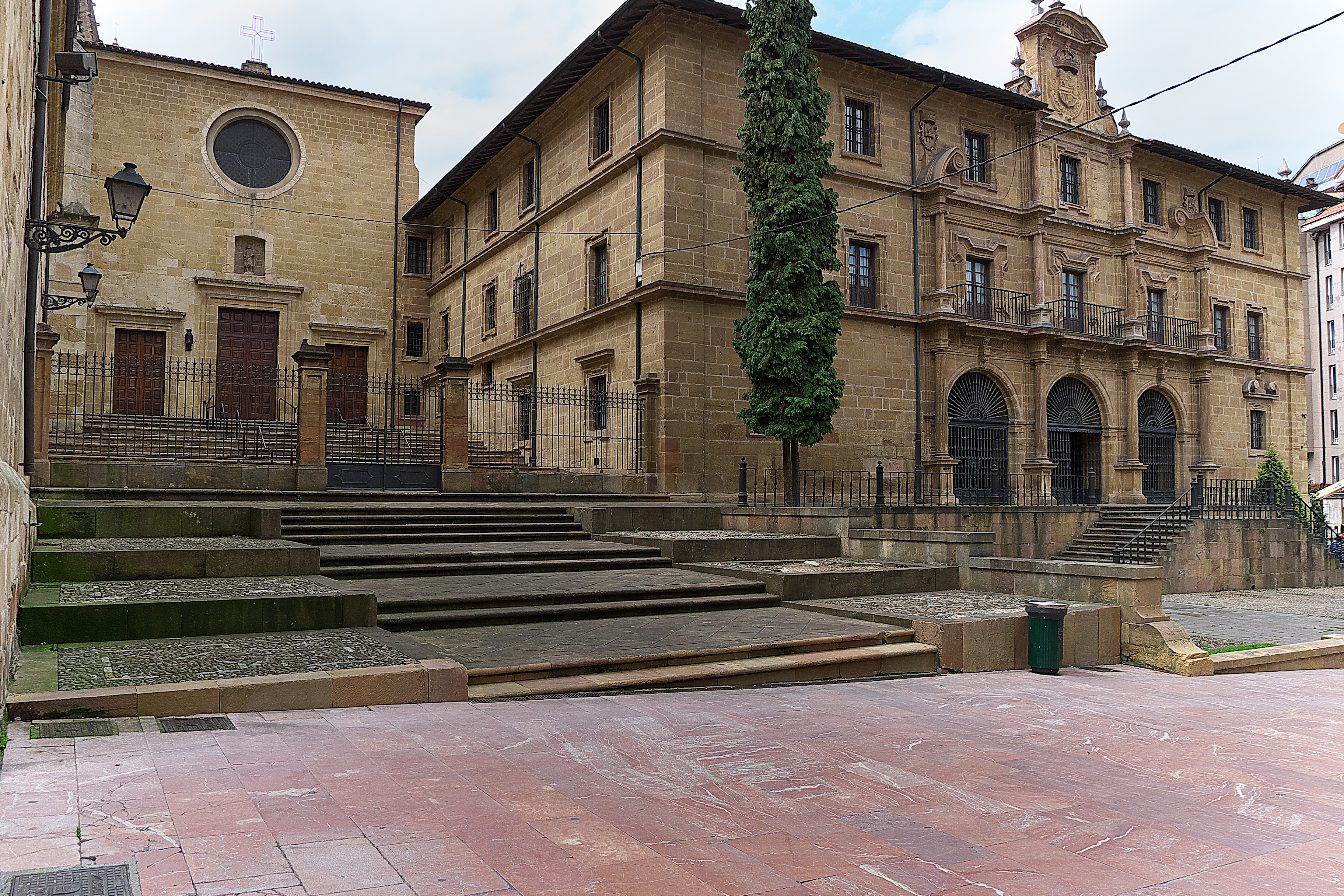
Klášter San Pelayo, kde Velasquita žila jako jeptiška

Naposledy se spolu objevili na konci roku 988 a Velasquita byla pravděpodobně zavržena o rok později v roce 989. V roce 991 král Bermudo a jeho druhá manželka Elvíra García poprvé společně potvrdili chartu. Velasquita odešla od dvora a se svou dcerou Cristinou se usadila v Oviedu a stala se jeptiškou v klášteře San Pelayo, jehož abatyší byla v té době královna vdova Teresa Ansúrez. Medievalistka Margarita Torres věří, že Velasquita a Teresa plánovaly a podporovaly sňatek Cristiny, dcery Velasquity, s Teresiným vnukem Ordoñem Ramírezem, čímž se propojily s oběma královskými liniemi. Velasquita se objevuje 14. března 996 v klášteře San Pelayo a potvrzuje dar svého bývalého manžela, krále Bermuda a jeho druhé manželky Elvíry. V roce 1024 byla také přítomna a potvrdila listinu, podle níž její dcera Cristina, již ovdovělá, založila klášter Cornellana, kam nakonec odešla do důchodu.

## Manželství a potomstvo
Král Bermudo měl s Velasquitou jedno známé dítě, Cristinu Bermúdez, která se provdala za infanta Ordoña Ramíreze, syna rivala svého otce Ramira III. Leónského a Sanchy Gómez.
Velasquita byla babičkou Alfonsa Ordóñeze, Aldonzy (nebo Ildoncie) Ordóñez († po 1056), Ordoña Ordóñeze (významného velmože a alféreze Ferdinanda I. Leónského a Kastilského) a Pelay Ordóñez, známé jako „Doña Palla“.

## Smrt a pohřeb
Přesné datum Velasquitiny smrti není známo, ale pravděpodobně to bylo mezi lety 1028 a 1035. Podle tradice byla pohřbena v klášteře San Salvador de Deva v Asturii, který založila před rokem 1006 a 29. srpna téhož roku darovala Oviedské katedrále spolu s dalšími nemovitostmi, jako jsou kláštery Santa Cruz, San Juan de Abonio a kostel San Martín de Salas.